# Athens Kallithea Football Club
L'Athens Kallithea Football Club, meglio noto come Kallithea, è una società calcistica greca di Kallithea, nella zona meridionale di Atene. Dal 2024-2025 milita nella Souper Ligka Ellada, la massima divisione del campionato greco di calcio.

## Storia
Fondata nel 1966 come G.S. Kallithea Kallithea Football Club.

## Allenatori e presidenti
| Allenatori - 1997-1998 Spyros Livathinos Petros Michos - 1998-1999 Niko Kovi - 1999-2000 Zoran Babovic Antonis Manikas - 2000-2001 Antonis Manikas Nikolaos Karoulias - 2001-2002 Nick Theodorakopoulos Nikolaos Kourmpanas - 2002-2003 Nikolaos Kourmpanas Nikolaos Anastopoulos Jozef Wandzik Vangelis Vlachos Babis Tennes - 2003-2004 Babis Tennes Giannis Ploumpis Takis Lemonis - 2004-2005 Takis Lemonis Vangelis Goutis - 2005-2006 Stoycho Mladenov Vangelis Goutis Ilie Dumitrescu Georgios Vazakas Antonis Manikas - 2006-2007 Antonis Manikas Vangelis Goutis Antonis Dimitriou Vangelis Goutis - 2007-2008 Vangelis Goutis Sakis Dedes Nikolaos Pantelis - 2008-2009 Periklis Amanatidis Sakis Dedes Dimitrios Moutas Savvas Pantelidis - 2009-2010 Savvas Pantelidis Stathis Stathopoulos - 2010-2011 Stathis Stathopoulos Georgios Tsompanakis Georgios Vlastos Georgios Georgoulopoulos Apostolos Charalampidis - 2011-2012 Vangelis Goutis Nikolaos Pantelis - 2012-2013 Nikolaos Pantelis Giannis Papakostas Lysandros Georgamlis - 2013-2014 Krzysztof Warzycha Siniša Gogić - 2014-2015 Stavros Iliopoulos Nikolaos Pantelis - 2015-2016 Nikolaos Pantelis Loukas Karadimos - 2016-2017 Takis Gonias Takis Pantelis Nikolaos Kourmpanas Stathis Stathopoulos Sotiris Tzoumerkiotis - 2017-2018 Marcello Troisi Giannis Tziviloglou Georgios Korakakis Nikolaos Pantelis - 2018-2019 Sotiris Tzoumerkiotis Nikolaos Pantelis - 2019-2020 Nikolaos Pantelis Loukas Karadimos - 2020-2021 Giannis Tatsis Georgios Koutsis Giannis Tatsis - 2021-2022 Leonidas Vokolos - 2022-2023 Leonidas Vokolos Georgios Simos - 2023-2024 Alekos Vosniadis - 2024-2025 Massimo Donati Antonis Prionas Stelios Malezas | Presidenti - 2021- Ted Philipakos |

## Organico

### Rosa 2024-2025
Aggiornata al 6 marzo 2025.
| N. |                          | Ruolo | Calciatore            |
| -- | ------------------------ | ----- | --------------------- |
| 1  | Grecia (bandiera)        | P     | Athanasios Pantos     |
| 2  | Venezuela (bandiera)     | D     | Josua Mejías          |
| 3  | Serbia (bandiera)        | D     | Nemanja Nikolić       |
| 5  | Nuova Zelanda (bandiera) | D     | James McGarry         |
| 7  | Grecia (bandiera)        | C     | Andreas Vasilogiannīs |
| 8  | Spagna (bandiera)        | C     | Javier Matilla        |
| 9  | Francia (bandiera)       | A     | Migouel Alfarela      |
| 10 | Brasile (bandiera)       | C     | Demethryus            |
| 11 | Grecia (bandiera)        | D     | Nikos Kainourgios     |
| 13 | Spagna (bandiera)        | P     | Bernabé Barragán      |
| 14 | Grecia (bandiera)        | D     | Giōrgos Manthatīs     |
| 17 | Senegal (bandiera)       | C     | Mor Ndiaye            |
| 18 | Italia (bandiera)        | A     | Elia Giani            |
| 20 | Grecia (bandiera)        | C     | Giannis Sardelis      |
| 21 | Grecia (bandiera)        | C     | Dimitrios Metaxas     |

| N. |                      | Ruolo | Calciatore              |
| -- | -------------------- | ----- | ----------------------- |
| 22 | Camerun (bandiera)   | C     | François Mughe          |
| 23 | Finlandia (bandiera) | D     | Pyry Soiri              |
| 24 | Grecia (bandiera)    | P     | Iōannīs Gkelios         |
| 25 | Grecia (bandiera)    | A     | Giannīs Loukinas        |
| 26 | Italia (bandiera)    | C     | Alessandro Mercati      |
| 27 | Grecia (bandiera)    | C     | Geōrgios Vrakas         |
| 28 | Francia (bandiera)   | C     | Mathieu Valbuena        |
| 29 | Argentina (bandiera) | C     | Miguel Mellado          |
| 37 | Grecia (bandiera)    | D     | Giannis Tsivelekidis    |
| 58 | Grecia (bandiera)    | D     | Triantafyllos Pasaridīs |
| 77 | Francia (bandiera)   | D     | Nicolas Isimat-Mirin    |
| 85 | Finlandia (bandiera) | P     | Niki Mäenpää            |
| 95 | Francia (bandiera)   | C     | Keelan Lebon            |
| 99 | Grecia (bandiera)    | P     | Andreas Sakelliadis     |

## Palmarès

### Competizioni nazionali
- Souper Ligka Ellada 2: 1

2023-2024 (gruppo B)
- Gamma Ethniki: 4

1976 (gruppo 7), 1992-1993 (gruppo 1), 2009-2010 (gruppo 1), 2019-2020 (gruppo 5)

### Altri piazzamenti
- Football League (Grecia):

Secondo posto: 2011-2012
- Beta Ethniki:

Secondo posto: 2001-2002
- Gamma Ethniki:

Secondo posto: 1969 (gruppo sud), 1982-1983, 1986-1987 (gruppo 1), 1996-1997 (gruppo 1)
Terzo posto: 1985-1986 (gruppo 1)